# Otton (maire du palais)
Otton ou Othon est un maire du palais d'Austrasie de 640 à 643.

## Biographie
À la mort de Pépin de Landen, Dagobert Ier, roi des Francs, le nomme maire du palais d'Austrasie, pour écarter les Pépinides, mais Grimoald, fils de Pépin, conspire pour l'écarter du pouvoir. Il est tué en 643 dans un combat contre le duc des Allemands, Leuthari. Grimoald Ier lui succède donc comme maire du palais.

### Sources primaires
« Mais un certain Othon, fils du domestique Uron, et qui avait été gouverneur de Sigebert dès son enfance, plein d’orgueil et d’envie contre Grimoald, s’efforçait de l’abaisser, Grimoald, de son côté, ayant lié amitié avec l’évêque Chunibert, médita comment il pourrait chasser Othon du palais et s’emparer du rang de son père.

La dixième année du règne de Sigebert [642], Othon qui était, par orgueil, enflammé de haine contre Grimoald, fut à l’instigation de ce dernier, tué, par Leuthaire, duc des Allemands. La dignité de maire du palais de Sigebert et de gouverneur de tout le royaume d’Austrasie fut fermement assurée à Grimoald. »
— Frédégaire ,  Chroniques

### Sources secondaires
- (en) Charles Cawley, « Franks, merovingian nobility », sur Medieval Lands, Foundation for Medieval Genealogy, 2006-2016
- Pierre Riché, Les Carolingiens, une famille qui fit l'Europe, Paris, Hachette, coll. « Pluriel », 1983 (réimpr. 1997), 490 p. (ISBN 2-01-278851-3, présentation en ligne), p. 28-29